# Giovan Battista Calandra
Giovan Battista Calandra (Vercelli, 1586 – Roma, 27 ottobre 1644) è stato un pittore e mosaicista italiano.

## Biografia
Figlio di Francesco di professione sarto e di Andrietta Fontana ebbe quattro sorelle. La sua  formazione avvenne  nella natia Vercelli. Immediatamente dopo la morte del padre (1602) si trasferì a Roma. La giovane età, sedici anni, lascia immaginare che partisse con un progetto già definito. Nella città pontificia trovò protezione presso il cugino Giovanni Pietro Fontana credenziere al servizio di Clemente VIII Aldobrandini prima e del cardinale Pietro Aldobrandini poi. Dei primi anni romani non si hanno notizie ma si può affermare con certezza che perfezionò lo studio delle discipline pittoriche. Una prova ne è il fatto che nel 1613 viene pagato per i dipinti eseguiti insieme ad Antonio Viviani di Urbino, detto il Sordo da Urbino, nella stanza maggiore dell'Archivio Segreto Vaticano. La sua situazione economica si stabilizzò nel 1615 quando il cugino che lo aveva accolto  morì lasciandolo erede della casa di famiglia, sita in Borgo Nuovo, e di una cospicua liquidità in denaro. Nel 1616 tornò per un periodo a Vercelli per sistemare questioni familiari. Sarà l'ultimo soggiorno nella città natale. Rientrato a Roma vi resterà per tutta la vita, affermandosi come mosaicista. Nel 1623 risulta sposato con Fulvia Paris dalla quale non ebbe figli. A Cascia, nella chiesa di Santa Maria, si trova una sua importante opera commissionata dall'illustre famiglia locale Frenfarelli, il  Ritratto in mosaico di Paolo Frenfarelli, del 1642. 
La scelta di dedicarsi all'arte musiva è da collocare subito dopo il 1616. Il suo principale biografo Lione Pascoli scrive che prese passione per l'arte musiva vedendo al lavoro  Marcello Provenzale, maestro dal quale apprese poi la tecnica.
Uno dei primi studiosi del Calandra fu Luigi Bruzza,  illustre archeologo ed epigrafista genovese. Sull'artista è stata scritta nel 2006 una importante monografia  da Arabella Cifani e Franco Monetti.